# ボニーとクライド
ボニーとクライド（Bonnie and Clyde）は、1930年代前半にアメリカ中西部で銀行強盗や殺人を繰り返した犯罪者。ボニー・パーカー（Bonnie Elizabeth Parker、1910年10月1日 - 1934年5月23日）とクライド・バロウ（Clyde Chestnut Barrow、1909年3月24日 - 1934年5月23日）の2人組。

## 概要
ルイジアナ州で警官隊によって射殺されるまで、多くの強盗を犯し、少なくとも9人の警官と4人の一般市民を殺害した。ボニーとクライドの犯罪は後に映画化されたほか、舞台、小説、音楽など文化的な影響を与えた。
当時のアメリカは禁酒法と世界恐慌の下にあり、その憂さを晴らすように犯罪を繰り返す彼等の事を凶悪な犯罪者であるにも拘らず、新聞も含めて英雄視する者も多かった。
事件を起こしては逃走を繰り返し、クライドは、犯罪集団「バロウ・ギャング」のリーダーとなっていた。メンバーには、クライドの兄のバックとその妻のブランシェもいた。バロウ・ギャングのメンバーは、何度か入れ替わっているが、ボニーとクライドは常に一緒だった。それからも犯行は続けられ、強盗に入った商店の店主や保安官、警察官が次々と犠牲になった。
ボニーとクライドたちの強盗の手口は、クライドが店に入って金を奪い、ボニーが逃走用の車で待機。逃走経路を計画しておき、州境を越えてしまうというものであった。当時、警察が犯罪者を追跡出来る範囲は州内に限られており、州を越えると手出しできなかった。また連邦捜査局はまだ司法省の一部門「捜査局」に過ぎず、現在のような強力な法執行機関ではなかった。

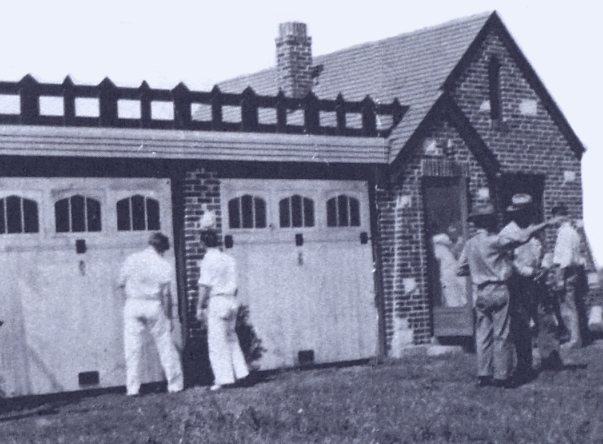
1933年。ボニーとクライドの跡を追う警察官、検察官たち

2人は逃走用にフォード社の乗用車「フォードV8」を多用した。1932年に発売されたばかりの最新モデルで、強力なV型8気筒エンジンを搭載していたこの車種を、多くの場合盗んで調達した。当時の大衆車の中で最高の速度と加速力を備えており、一味の周到な逃走計画とも相まって、警察の車では容易に追いつけなかった。
1934年、フォード社長に対し、ボニーとクライドの名で「貴社で製造していらっしゃるこのV8が本当に良く走るので、我々も非常に仕事がしやすく、感謝している」との内容の手紙が送られてきた。この手紙はフォード博物館に所蔵されているが、真筆かどうかは明らかでない。
バロウ・ギャングのメンバーも逮捕者が相次ぎ、その中には、ウィリアムス・ダニエル・ジョーンズ（参加当時17歳。ハミルトンの逮捕後にクライドに強要され一味に合流。1933年に一味を離脱、テキサスに戻り検挙）やヘンリー・メスヴィン（参加当時22歳。1934年最後に参加したメンバー。後に離反し、その父は警察の逮捕に協力。『俺たちに明日はない』のC.W.モスのモデル）らがいた。
逃走を続けていたボニーとクライドだったが、1934年5月23日、ルイジアナ州ビエンビル郡アーケディアの州道を1934年式フォードV8に乗って走行中、行方の情報を掴んで待ち伏せしていたテキサス・レンジャー4名およびルイジアナ州警察の警官2名から、短機関銃で150発以上もの連射を受けた。ボニーとクライドは車で逃げ去ろうとしたが、車体を貫通してきた銃弾を浴びて死亡した。車内からは軍の兵器庫からの盗品であるブローニングM1918自動小銃をはじめ、ショットガン、大型拳銃など、殺傷力の高い強力な銃器類が多数発見された。
二人の遺体はダラスにそれぞれ別に埋葬されている。
銃撃で蜂の巣にされたフォードV8と、クライドが最後に着ていたシャツは、ネヴァダ州プリムにある観光施設プリム・ヴァレー・リゾートで2009年から公開展示されている。

## 二人の出会いまで

### ボニー・パーカー（Bonnie Elizabeth Parker）

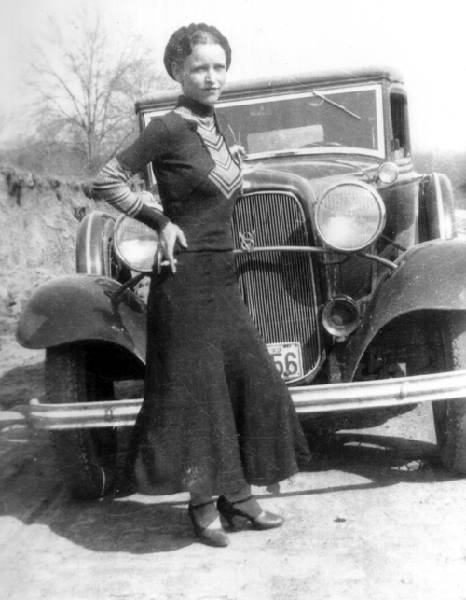
ボニー・パーカー

1910年、テキサス州ローウェナに3人兄妹の2番目として生まれた。
1914年、父親が死去し、母の生家があるダラス西部のセメントシティーに転居した。母は洋裁師をしながら生計を立て、ボニーは地元の学校に通い、詩や文学に興味を示す生徒で、勉強では優等生であったが、逆上すると手がつけられなくなる二面性を持っていた。流行のドレスとスピード・カーを好み、女優になることを夢見ており、若い頃は犯罪の道に進む気配はなかった。
ボニーは身長150cm､41kgと、小柄で細身、ブロンドの魅惑的な美女で若年時から男性の注目の的であり、高校2年の時、ボニーは同級生のロイ・ソーントンと交際するようになった。
1926年9月、ボニーの16歳の誕生日の6日前に2人は結婚した。しかしロイは家に居つかず、1927年のボニーの日記には、この年だけでロイとボニーが3度の別居状態になったことが記されている。
1929年にロイは強盗で5年の実刑判決を受け、ボニーは母のもとに戻り、ダラスでウェイトレスとして働くようになった。ダラスでの常連客の一人であった郵便局員のテッド・ヒントンは、1932年にダラス郡保安官となったが、結果的に1934年のボニーとクライドの殺害を実行したメンバーの一員となった。 
1929年1月以降、ボニーとロイが会うことはなかったが、法的には婚姻は継続されており、ボニーは死亡した際にロイとの結婚指輪をはめており、右足の太ももの内側には「Bonnie」と「Roy」と書かれた２つのハートが繋がったタトゥーを入れていたという。

### クライド・バロウ（Clyde Chestnut Barrow）

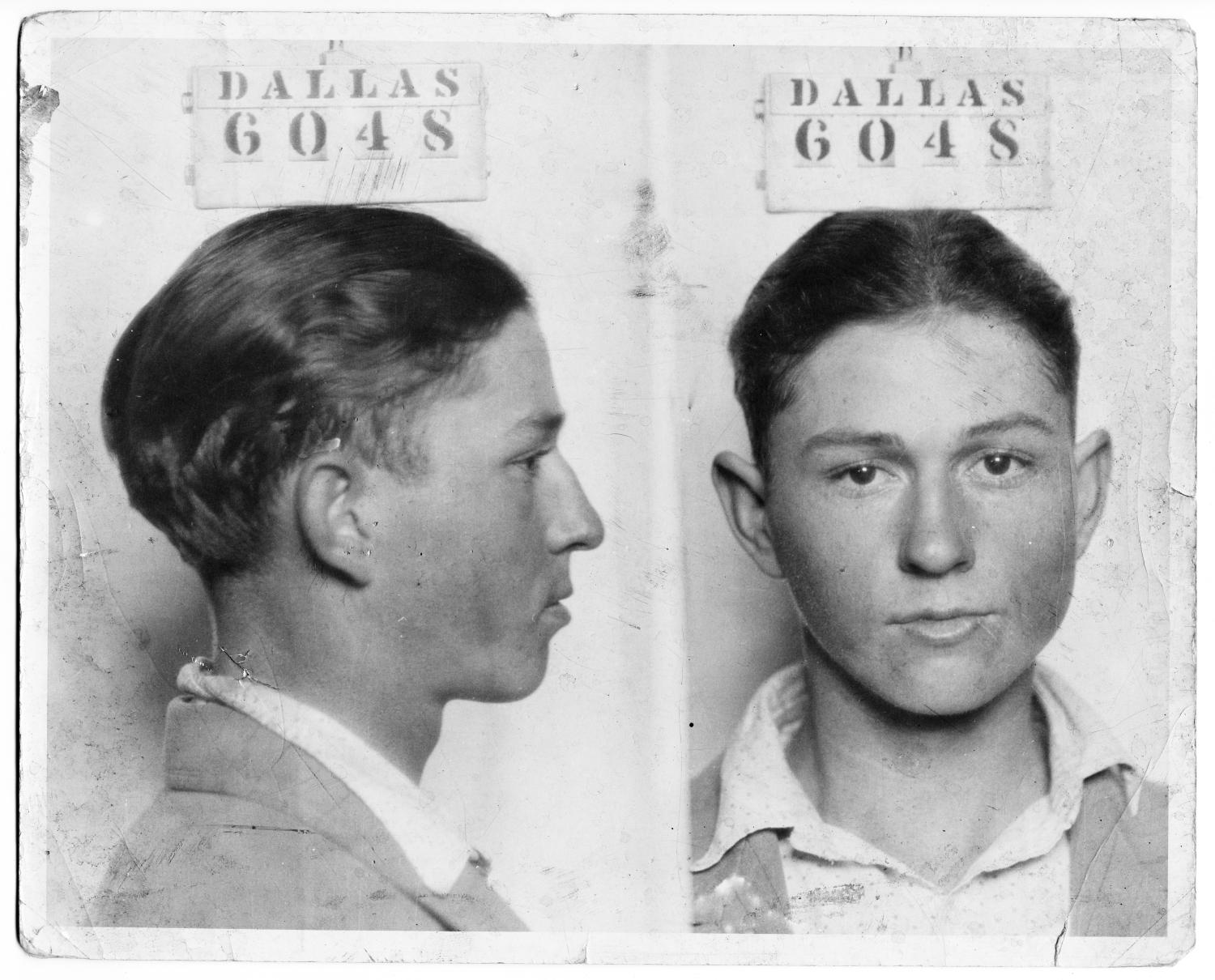
クライド・バロウのマグショット、ダラス警察にて。当時16歳

1909年、ダラスの南東にあるテキサス州エリス郡の貧しい農家に7人兄妹の5番目として生まれた。
1920年代初頭、第一次世界大戦後のあおりで多くの家庭が貧困に直面し、バロウ一家も機会を求めてダラスに向かったが、このような貧しい家族を望まない行政側は、貧困地域であるウェスト・ダラスの「無料キャンプ場」に定住するよう迫った。一家はテントを買う十分なお金を得るまでの最初の数ヶ月を荷馬車の下で生活した。この時期、個人は仕事を見つけるのが困難で、貧困、都市サービス、法執行の欠如により、ウェスト・ダラスは犯罪が多発する地域であった。
クライドは1926年末、17歳の時に、レンタカーを時間通りに返却しなかった件で警察に詰め寄られ逃走し、初めて逮捕された。そのすぐ後、兄のバックと共に、七面鳥を盗んだ件で逮捕された。
1927年から1929年にかけては、合法的な仕事とともに、金庫破りや商店強盗、車泥棒を行っていた。
1930年1月、共通の友人を通じて19歳のボニーと出会い、その後数週間を共に過ごした。しかしその後、クライドが自動車窃盗で有罪判決を受け、二人の恋に邪魔が入る形となった。
1930年4月、21歳のクライドはイーストハム刑務所農場に送られた。収監後まもなく、ボニーが密かに渡した武器を使って刑務所から脱獄したが、すぐに逮捕され14年の刑で刑務所に戻された。
身長165cm程で小柄なクライドは服役中、別の囚人から性的暴行を受け、報復として相手をパイプで殴り頭蓋骨を砕いて殺害し、彼にとって最初の殺人となった。
1932年1月下旬、クライドは畑での重労働を避けるため、他の囚人または自分自身によって、わざと足の指を2本切断した。このため彼はその後一生足を引きずって歩くことになった。しかし、彼が知らないうちに母親が釈放の嘆願を成功させ、クライドはこの故意の自傷から6日後に釈放されることとなった。

## ボニーとクライド
ボニーとクライドの最初の出会いについてはいくつかの証言があるが、最も信憑性が高いのは、1930年1月5日、ウェスト・ダラスのハーバート通りにあるクライドの友人クラレンス・クレイの家で出会ったというものである。このときクライドは20歳、ボニーは19歳であった。二人ともすぐに恋に落ちた。ボニーはクライドの忠実な仲間として多くの犯罪を実行し、激しい死を迎えることとなった。

### 1932年 初期の強盗と殺人
1932年2月にクライドが出所した後、彼はもと囚人仲間のラルフ・ファルツと組んで主に店舗やガソリンスタンドで一連の強盗を始めた。彼は、服役中に受けた虐待に対するイーストハム刑務所への復讐を人生の目標としており、そのための十分な資金と武器を集めることを目的としていた。
ボニーはこの年4月から犯罪行為に加わることとなった。
4月19日、ボニーとファルツはカウフマンで銃器を盗むために強盗を試みたが失敗し逮捕された。数ヶ月後、ボニーは起訴に至らず釈放された一方、ファルツは裁判で有罪となり服役することになった。彼はギャングに戻ることはなかった。
4月30日、クライドは逃走ドライバーとして商店の強盗を行った。その際に店主が射殺された。彼は車の中にいたが、店主の妻により、発砲した犯人の一人として特定された。
8月5日、クライド、ハミルトン、ロス・ダイアーがオクラホマ州ストリングタウンで密造酒を飲み泥酔していたところに保安官と副保安官が近づき、酒に関して尋問した。これに対してクライドらは発砲し、副保安官を殺害した。クライドと彼のギャングが殺した最初の警官となった。
10月11日、テキサス州シャーマンでの強盗の際に店主を殺害したとされるが、一部の歴史家は疑わしいと考えている。
1932年、クライドの家族と幼少期からの友人であったウィリアム・ダニエル・ジョーンズが16歳でギャングに加わった。クリスマスの日にジョーンズとクライドはテンプルで自動車強盗を行い、持ち主を殺害した。
1933年1月6日、クライドはタラント郡副保安官マルコム・デイヴィスを殺害した。

### 1933年 バック夫妻がギャングに参加
1933年3月22日、服役中だったクライドの兄バックが恩赦を受け出所し、妻のブランチとともにミズーリ州ジョプリンに隠れ家を構え、ボニー、クライド、ジョーンズと生活を共にするようになった。

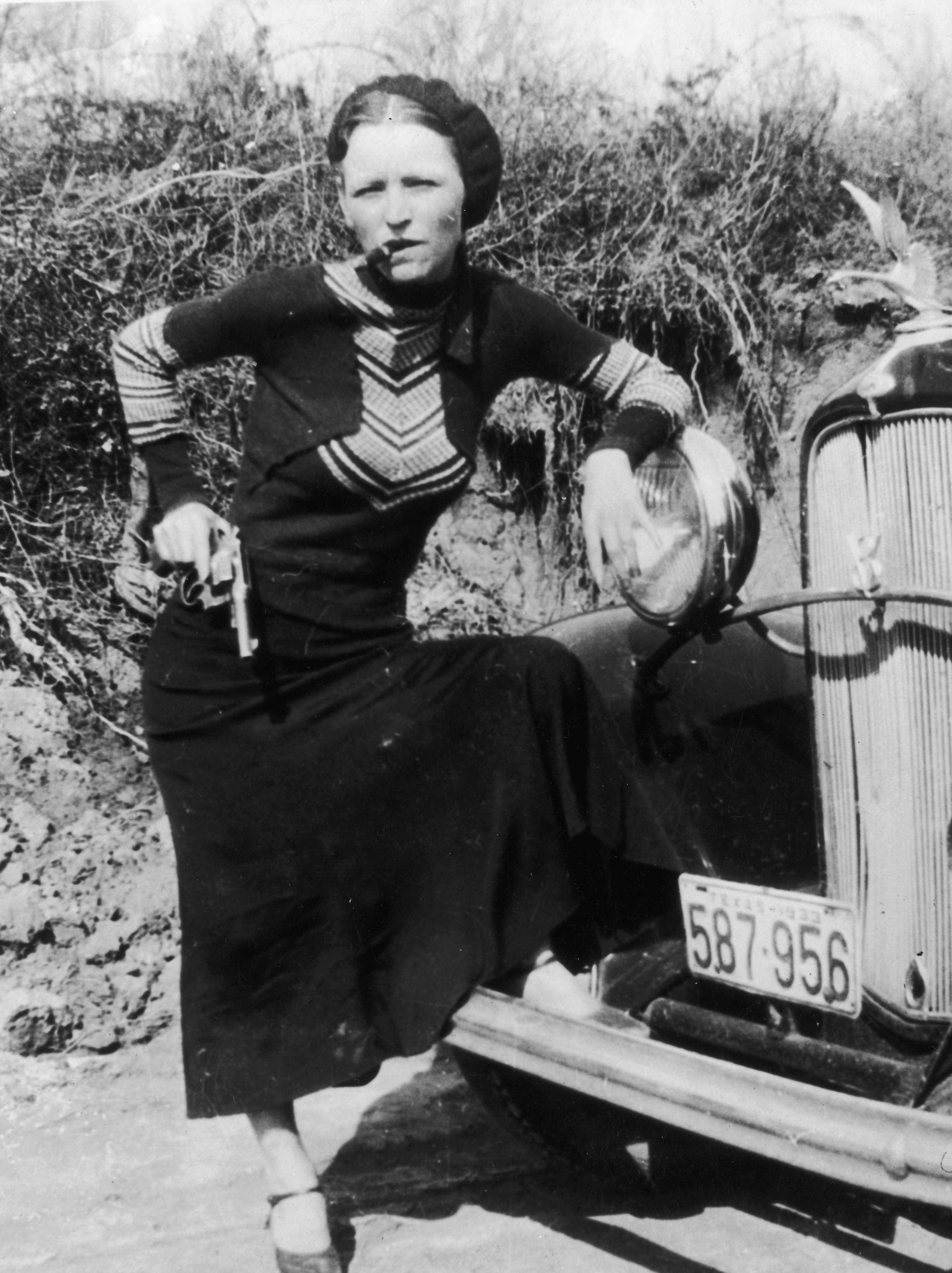
葉巻を咥えてポーズを取るボニー・パーカー。1933年、警察が押収したフィルムを現像したもの

4月13日、警察は2台の車に5人の部隊を編成し、酒類密輸入の疑いで彼らの隠れ家に向かった。バロー兄弟とジョーンズは発砲し、刑事を殺害、巡査に重傷を負わせた。銃撃戦の末、彼らは逃走に成功した。隠れ家の捜索で、大量の武器、ボニーの手書きの詩、数巻の未現像フィルムの入ったカメラなどが見つかった。フィルムを現像したところ、バロー、ボニー、ジョーンズが互いに武器を向けてポーズを取っている写真、ボニーが歯で葉巻をくわえ、手にピストルを持っている写真などであった。これらの写真によりバローギャングはアメリカ中の一面を飾るニュースとなった。特にボニーが葉巻と拳銃でポーズをとっている写真は人気となり、ジェフ・グインは著書『Go Down Together: The True, Untold Story of Bonnie and Clyde（ボニーとクライドの真実の物語）』の中で、「新しい犯罪のスーパースターであり、最も刺激的なのは、若く野性的な無法者の二人が間違いなくベッドを共にしていることだ」と表現した。
グループはその後、テキサスからミネソタまで北上し、いくつかの銀行強盗を働いたとされるが異論もある。
また、警察官や強盗の犠牲者を連れ去りながらも、時には家へ戻るための金を渡して、最終的には家から遠く離れた場所で解放した。このような話は、暴力的なエピソードと同様にヘッドラインを飾った。

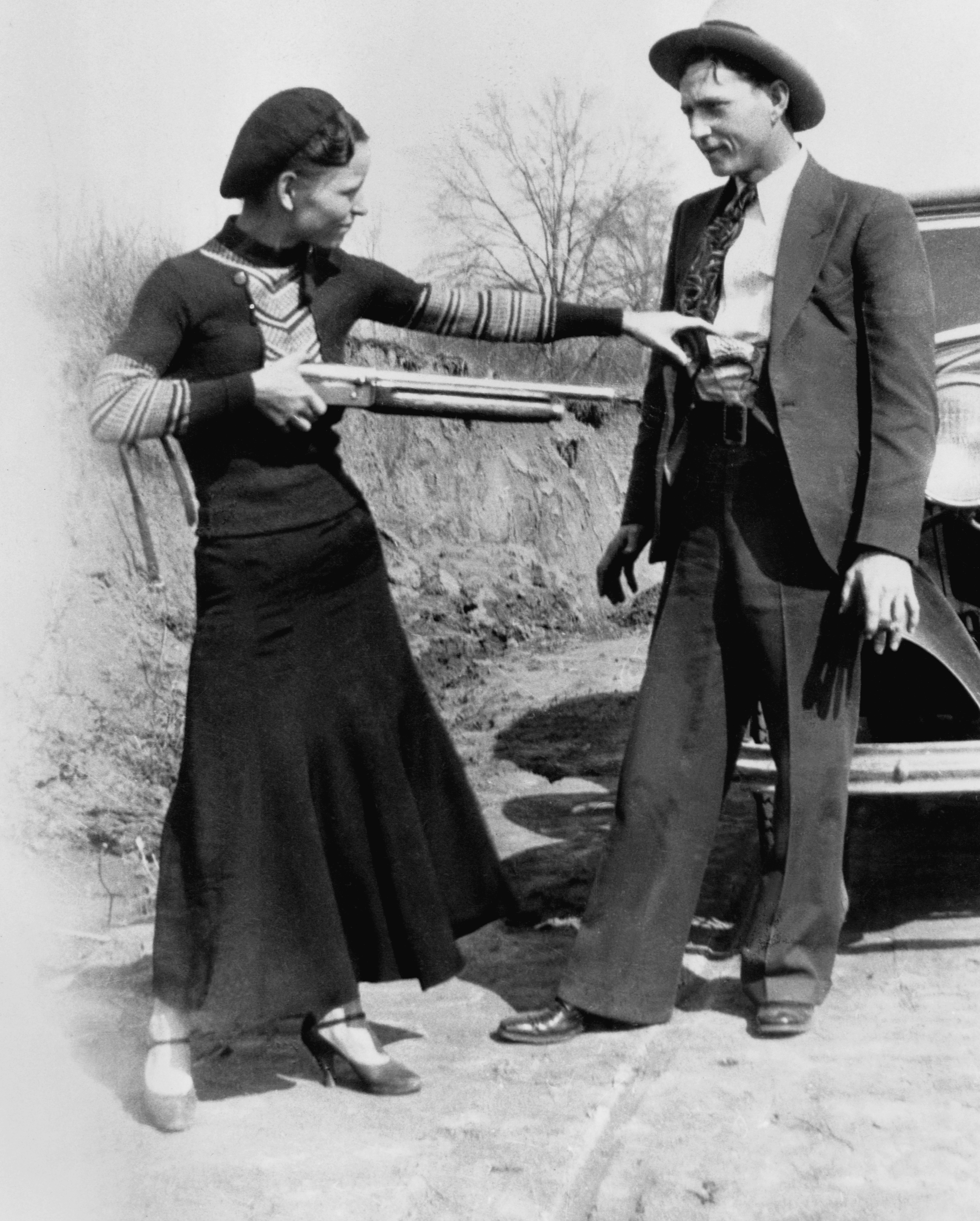
ショットガンを構えながら、クライドの腰の拳銃に手を伸ばすボニー

ボニーらの写真は大衆を楽しませたが、ギャングには絶望と不満をもたらした。レストランやモーテルは安全な場所ではなくなり、キャンプファイヤーでの食事や冷たい川での入浴を余儀なくされた。1台の車に5人が四六時中居合わせる状況は不和を生み出し、4月末にはドライバー役のジョーンズが他のメンバーを置き去りにするという件も生じた。
6月10日、テキサス州ウェリントン付近でクライドが運転中、橋が建設中であるとの警告標識を見逃して車ごと峡谷に転落した。この事故によりボニーは右脚に重度の火傷を負った。ボニーはほとんど歩くことができない状態だった。付近の農民によって救出されたが、彼らが犯罪者だと気づいた農民の一人が警官を呼んだため、到着した警官を木に括り付けて逃走した。
バックとジョーンズは、アーカンソー州アルマで強盗を失敗し、執行官ヘンリー・D・ハンフリーを殺害した。
7月、ギャングはミズーリ州プラットシティの南にあるツーリストキャビンにチェックインした。南側には、ハイウェイパトロールの間で人気のレストランレッドクラウン・タバーンがあった。オーナーは、ブランチが3人の客としてチェックインしたにもかかわらず5人が車から降りるのを確認したこと、支払いを紙幣ではなく硬貨で行ったこと、キャビンの窓に新聞を貼っていること、典型的でない服装などを不審に思い、ハイウェイパトロールのウィリアム・バクスター警部に一行のことを話した。
クライドとジョーンズが包帯や薬剤、食料品を購入するため町へ行った際、薬剤師から連絡を受けた保安官が警部に連絡し、装甲車とともに武装警官をキャビンへと導いた。銃撃戦となったが、クライドの自動小銃は強力で、ギャングは逃走に成功した。バックは銃弾で額の頭蓋骨の骨に大きな穴を開けられ負傷した脳を露出し、ブランチの両目はガラス片で失明寸前となった。そのボニーとクライド、ジョーンズは徒歩で逃走した。バックは背中を撃たれ、妻とともに警官に捕らえられた。バックは頭の傷と肺炎のため、5日後にアイオワ州ペリーのキングス・ドーターズ病院で手術を受けた後、死亡した。

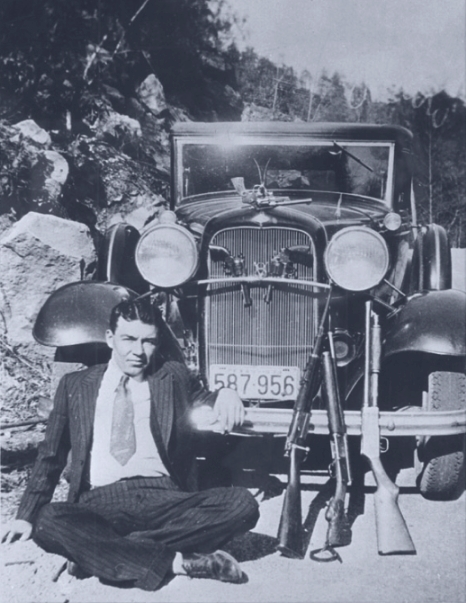
1933年、愛車のフォード・V8とクライド・バロウ

その後も、残った3人組はさまざまな地域で武装強盗を続けていた。
9月上旬、ギャングは4ヶ月ぶりに家族に会うため、危険を冒してダラスに向かった。ジョーンズは彼らと別れ、母親が引っ越したヒューストンへ向かったが同地で逮捕された。
11月22日、彼らはテキサス州サワーズ付近で家族に会おうとした際、待ち構えていた警官らに発砲を受けた。逮捕はまぬかれたがボニーとクライドは足に弾丸を受けた。
11月28日、ダラスの大陪審は、その年の1月のマルコム・デイヴィス副保安官の殺害について、ボニーとクライドに対する殺人起訴状を提出した。それは、ボニーにとって最初の殺人による令状だった。

### 1934年 最期の逃走
1934年1月16日、クライドはイーストハム刑務所から数人の受刑者を脱獄させた。テキサスの評判は地に落ち、クライドは彼の最大の目標、テキサス更生局への復讐を達成したようにみえた。
バロウ・ギャングのメンバーのジョー・パーマーは、逃亡中にジョー・クロウソン少佐を撃ち、クロウソンは数日後に病院で死亡した。このことにより、テキサス州と連邦政府は全力でボニーとクライドを追い詰めることとなった。刑務所長のリー・シモンズは、脱獄に関わった者は全て殺すと約束したと伝えられている。結局、ギャングを裏切り、クライドとパーカーの待ち伏せを仕掛けることによって命を守ったメスヴィンを除く全員が殺された。
テキサス州矯正局は元テキサス・レンジャー隊長のフランク・ハマーに連絡を取り、バロウ・ギャングを追い詰めるよう説得した。彼はテキサスハイウェイパトロールの警官としての任務を受け入れた。
1934年4月1日の復活祭の日曜日、テキサス州グレープバイン（現在のサウスレイク）近くのルート114とダブロードの交差点で、ハイウェイパトロールのH・D・マーフィーとエドワード・ブライアント・ウィーラーが、運転手が助けを必要としていると考えてオートバイを停めた。クライドとメスヴィンまたはボニーがショットガンとハンドガンで発砲し、両方の警官を殺害した。目撃者の証言では、ボニーが致命的な発砲をしたとされ、この物語は広く報道された。この事件は次第に誇張して語られるようになり、世論に影響を与えた。ボニーがマーフィーの頭部を撃ち、その頭が地面で「ゴムまりみたいに弾む」と言ったと伝わっている。バロウ・ギャングの駆除を求める国民の声は大きくなった。
クライドとメスヴィンがオクラホマ州のコマース付近で60歳の警官ウィリアム・キャンベルを殺害したとき、世間の敵意はさらに増した。ダラス・ジャーナルは社説で、「予約済み」と書かれた空の電気椅子に「クライドとボニー」という言葉を添えた漫画を掲載した。

### 待ち伏せと死

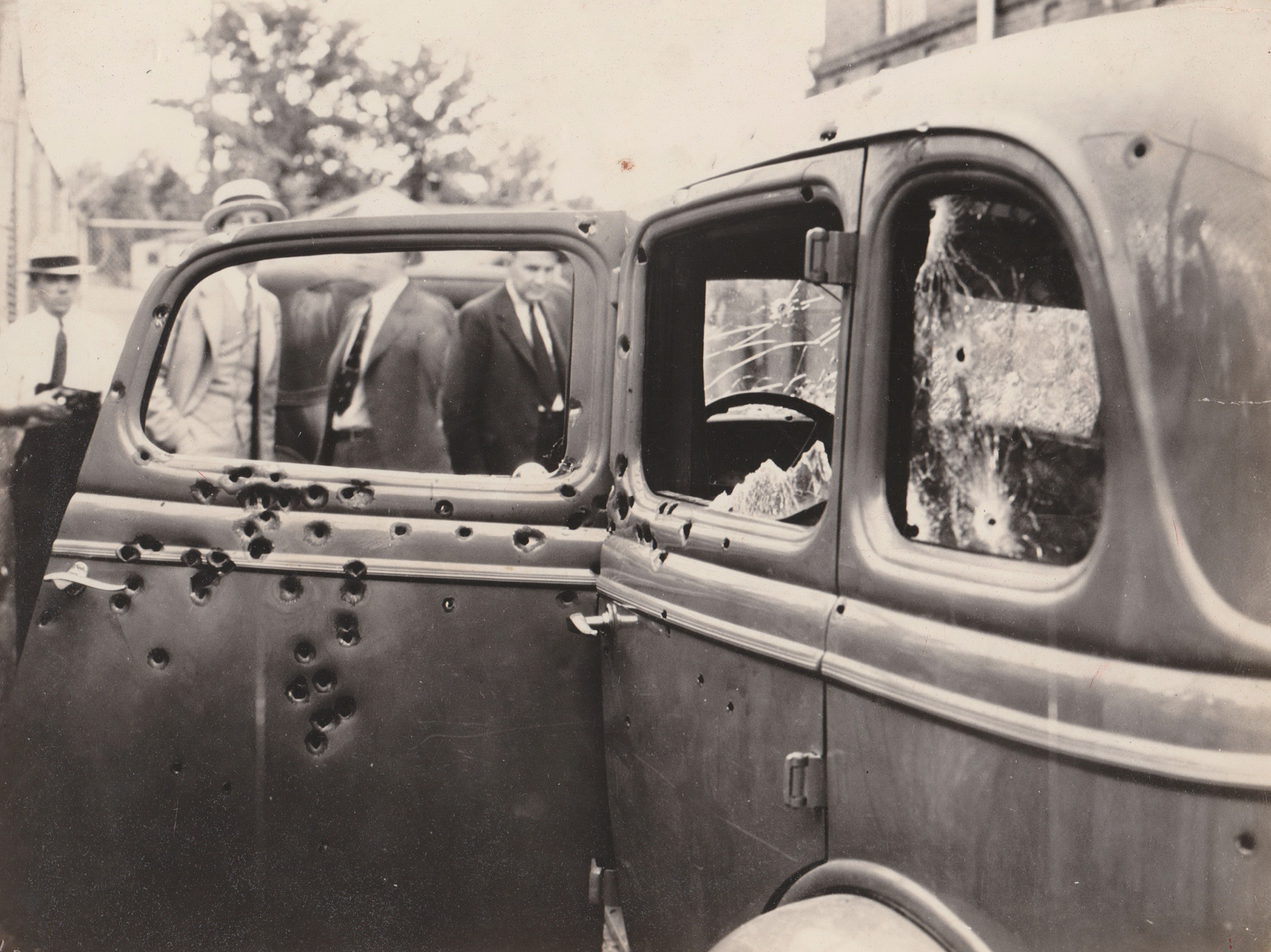
銃撃を受けた車

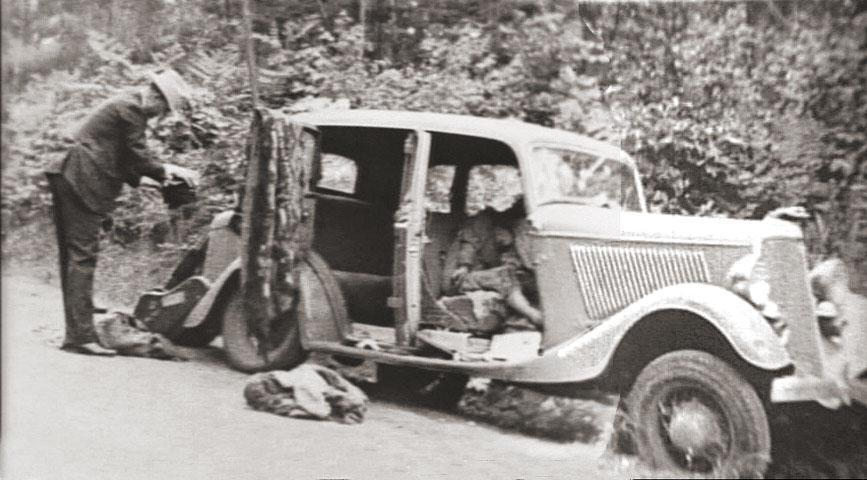
銃撃直後のFord V-8 B-400 convertible coupe

1934年5月、クライドには、4つの州で強盗、自動車窃盗、窃盗、逃亡、暴行、殺人の複数の訴因で16の令状が発行されていた。2月12日に一味を追跡し始めていたハマーは、ギャングの動きを研究し、警官が他の管轄区域に逃亡者を追跡することを妨げる「州境」ルールを利用して、中西部の5つの州の端を迂回する円を描いていることを発見した。ギャングの行動は一貫していたので、ハマーはその道筋を描き、どこに行くかを予測した。ギャングの旅程は家族訪問が中心で、ルイジアナにいるメスヴィンの家族に会う予定だった。ハマーの警官隊は6人で構成されていた。テキサス州警官のハマー、ヒントン、アルコーン、ゴールト、ルイジアナ州警官のヘンダーソン・ジョーダンとプレンティス・モレル・オークレイの6人であった。
5月21日、テキサスから来た4人の追っ手はシュリーブポートにいたが、クライドとボニーがその晩にビエンビルパリッシュのアイビー・メスヴィンを訪問する予定であることを知った。警官隊は、ルイジアナ州道154号線をギブスランドからセイルズに向かって南下し、待ち伏せをした。
5月23日午前9時15分頃、高速で接近してくる車の音を聞いた。報告書によると、彼らはその朝、メスヴィンにトラックを路肩に置くように説得した。クライドが立ち止まって話をするのを期待して、彼の車を茂みの中の警察隊の位置の近くに置いたのだ。その車はクライドが運転するフォードV8で、期待通りスピードを落とした。6人の警官は、車が動いている間に発砲した。クライドは頭を撃たれて即死し、ボニーが悲鳴を上げるのを聞いたと報告している。警官たちは約130発を発射した。2人は長年、法執行者との対決で何発もの銃弾を生き延びてきた。この日までに受けた傷のうち、どれが彼らの命を奪っていたとしても不思議はなかった。

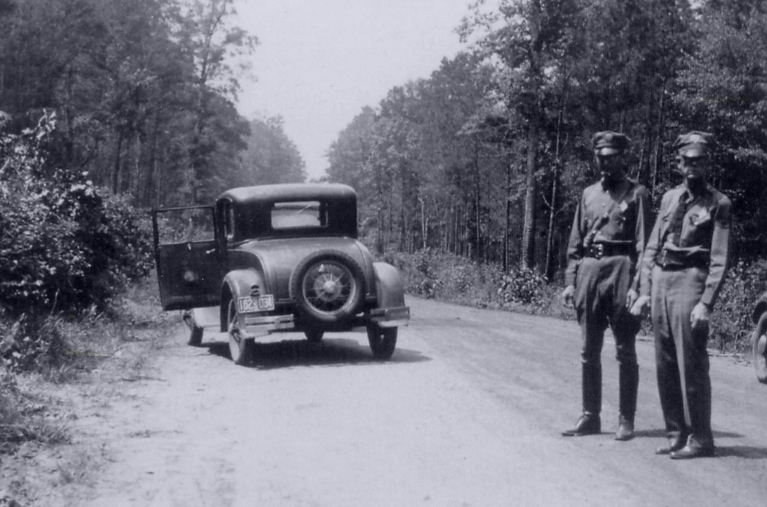
ボニーとクライドが射殺された州道

ヒントンとアルコーンが行った供述によると、6人の警官はそれぞれショットガン、自動小銃、ピストルを持っていた。後に保安官は「自動小銃で発砲し、それから散弾銃を使った。ショットガンを撃った後、車は我々を追い越して、50ヤードほど先の溝へ突っ込んで行った。もうちょっとでひっくり返るところだった。念には念を入れ、車が止まってからも撃ち続けた」と話している。
待ち伏せの直後に副保安官の一人が撮影した実際の映像では、車に112の弾痕があり、そのうち約4分の1がボニーとクライドに命中していた。教区の検視官J・L・ウェイド博士による公式報告書にはクライドの体に17の入口の傷、ボニーの体に26の傷があり、それぞれにいくつかの頭部とクライドの脊柱切断の傷が含まれていた。すべての弾痕のために遺体を防腐処理するのに苦労した。
銃撃の場にはすぐに群衆が集まり、記念品を持ち帰ろうとする者もいたが、警官隊が人々を車から遠ざけた。
警官隊は、死体が乗ったままのフォードをアルカディアの家具店＆葬儀屋まで牽引した。この町の人口は数時間で2千人から1万2千人に膨れ上がったといわれている。好奇心旺盛な群衆は、列車、馬、バギー、飛行機で到着した。ビールは通常1本15セントで売られていたが、25セントに跳ね上がり、サンドイッチはすぐに売り切れた。クライドは35レミントンモデル8で頭を撃たれていた。ヘンリー・バロウは息子の遺体を確認した後、家具売り場のロッキングチェアに座って泣いていた。
1933年にクライドらが誘拐したH.D.ダービーとソフィア・ストーンが身元確認のために呼ばれた。誘拐事件の際、ダービーが葬儀屋であることを知ったボニーは、いつか自分も世話になるかもしれないと言ったと伝えられており、実際にダービーは防腐処理を手伝った。

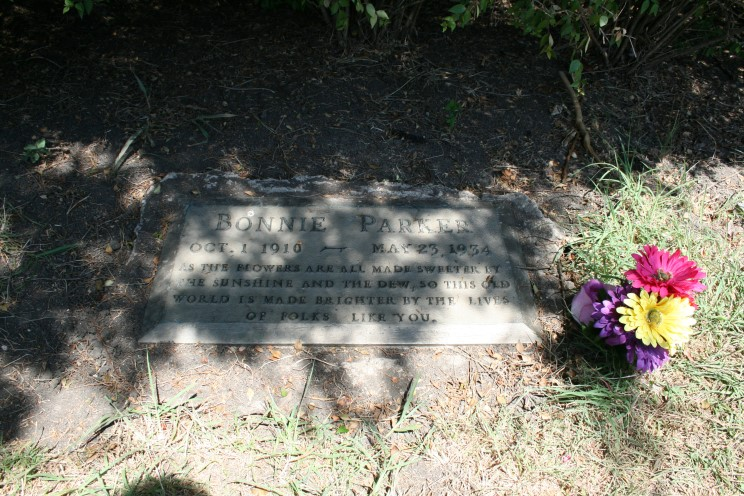
ボニー・パーカーの墓「花は太陽の光と露によってより甘くなるように、この古い世界はあなたのような人々の命によってより明るくなるのです」

### 葬儀・埋葬
ボニーとクライドは並んで埋葬されることを望んだが、パーカー一家はそれを許さなかった。母親は家に連れて帰るという彼女の最後の願いを叶えたかったが、パーカー家を取り囲む暴徒がそれを不可能にした。ボニーの葬儀には2万人以上が出席し、彼女の家族がボニーの墓にたどり着くことは困難だった。アレン・キャンベル医師は、プリティボーイ・フロイドやジョン・デリンジャーからのカードとされるものも含めてあらゆる場所から花が届いたと回想している。ボニーとクライドの突然の最期はダラスだけで50万部の新聞を売った。ボニーの遺体は1945年にダラスの新しいクラウンヒル墓地に移されたが、フィッシュトラップセメタリーで埋葬された。
ダラスの両葬儀場の外には、遺体を見る機会を求めて何千人もの人々が集まった。バローの個人葬は5月25日の日没に行われ、ダラスのウェスタンハイツ墓地に弟のマーヴィンと並んで埋葬された。バロー兄弟は、クライドが選んだ墓碑銘と名前の入った一つの花崗岩の標柱を共有している。

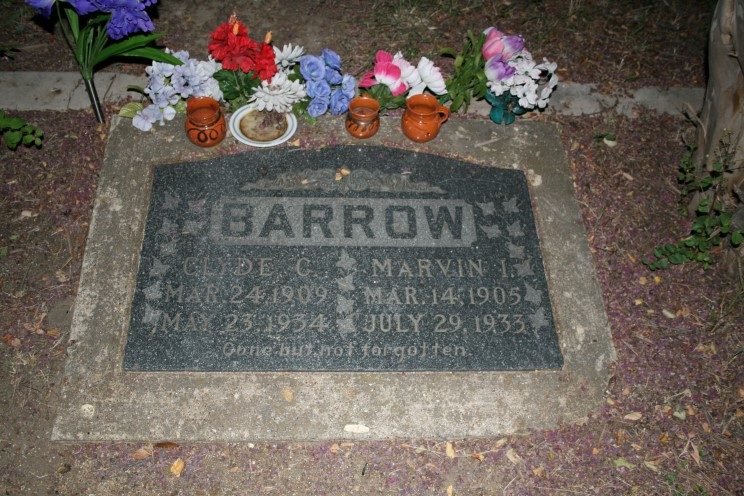
クライドとバック・バロウの墓「亡くなっても忘れはしない」

1934年の夏までに、新しい連邦法が銀行強盗と誘拐を連邦犯罪とした。FBIによる地元当局との連携が強化され、さらにパトカーに双方向無線機が搭載されたことで、一連の強盗や殺人を実行することは、ほんの数ヵ月前よりも困難となった。
ボニーの姪は、ボニーをクライドの隣に埋葬するよう運動している。

## 支持者達と批判者
残虐な行為を繰り返してきたボニーとクライドだったが、意外にも彼等を支持した者は多かった。犯罪者となった彼等を家族は咎めず（ただし映画では母親の態度が事実とは逆に描かれており、またクライドの妹の証言によると母はクライドを咎めはしなかったものの犯罪行為からは手を引いてほしいと思っていたという）、逃亡中に匿った者も起訴されただけで「23人」に上ったという。そんな背景もあって、ボニーとクライドは事あるごとに家族の居るダラスに戻ってきていた。また、大衆の間でも金持ちに狙いを定め、貧乏人からは巻き上げない「義賊的な姿勢」が共感を得た。
もちろんアメリカ人が皆、彼等を支持していたわけではなく、時の連邦捜査局長官ジョン・エドガー・フーヴァーは「アメリカの狂犬たち」と表現し、ボニーとクライドを殊更に非難していた。

## 文化への影響

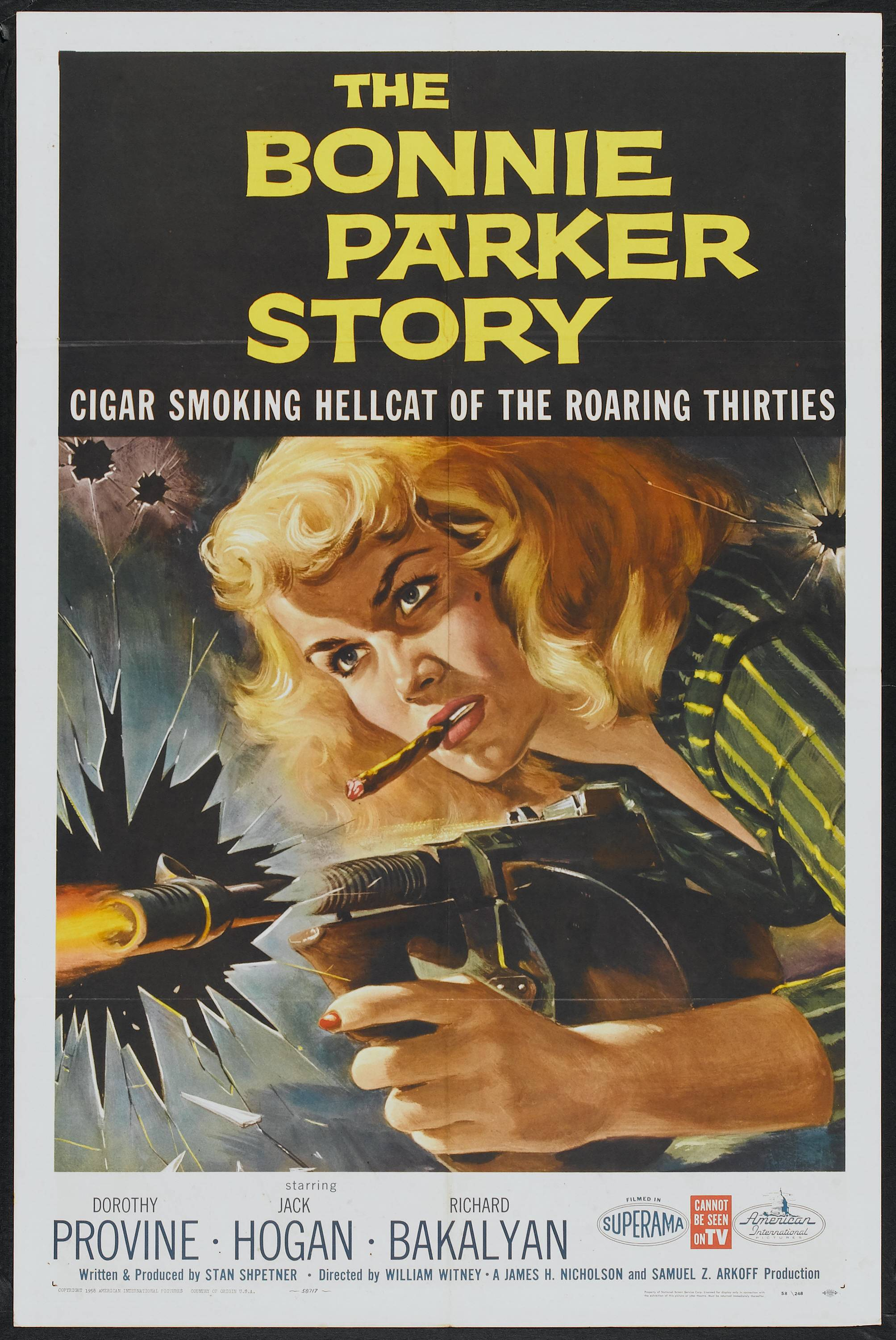
映画「鉛の弾丸をぶちかませ」の宣伝ポスター。キャッチは「狂乱の30年代、シガーを吹かした性悪女」

ボニーとクライドは様々なジャンルの作品において、題材として取り上げられている。
以下、ボニーとクライドを主題としたフィクション作品を挙げる。

### 映画
- 『俺たちに明日はない』（1967年） - ボニー(フェイ・ダナウェイ)とクライド(ウォーレン・ベイティ)の出会いから死までが描かれているアーサー・ペン監督の代表作。
- 『暗黒街の弾痕』（1937年）- フリッツ・ラング監督。ボニー(シルヴィア・シドニー)と前科者エディ(ヘンリー・フォンダ)に纏わる物語。
- 『拳銃魔』（Gun Crazy, 1949年） - バートとアニーという恋仲の追いはぎ2人組が主人公。バートの幼馴染クライドが物語に関わってくる。
- 『鉛の弾丸（たま）をぶちかませ』（The Bonnie Parker Story, 1958年）- ボニー(ドロシー・プロヴァイン)を主人公にしたアクション映画。「弾丸」は“たま”と読んでいる。
- 『ボニー＆クライド vs. ヴァンパイア』（2008年）
- 『ザ・テキサス・レンジャーズ』（2019年）ボニー＆クライドを追うテキサスレンジャー二人を描いた映画。

### 舞台
- 『凍てついた明日 ～ボニー&クライド～』
  - 宝塚歌劇団雪組選抜メンバーにより、1998年に宝塚バウホールにて初演。
  - 映画『俺たちに明日はない』の翻案で、脚本・演出は荻田浩一が担当。
  - クライド役を香寿たつき、ボニー役を月影瞳が務めた。
- 『凍てついた明日－ボニー&クライドとの邂逅（かいこう）－』
  - 宝塚歌劇団雪組選抜メンバーにより、2008年に宝塚バウホールにて再演。
  - 初演に引き続き、荻田が脚本・演出を担当。題名の副題を変更した。
  - クライド役を凰稀かなめ、ボニー役を大月さゆ・愛原実花がダブルキャストで務めた。
- 『Musical BONNIE&CLYDE（英語版）』[62]
  - 2012年に青山劇場と新歌舞伎座で上演。
  - 作曲はフランク・ワイルドホーン、作詞はドン・ブラック、上演台本・演出は田尾下哲、訳詞は小林香が担当。
  - ボニー役を濱田めぐみ、クライド役を田代万里生が務める。
- 『Musical BONNIE&CLYDE』[63]
  - 宝塚歌劇団雪組選抜メンバーにより2023年に御園座で上演。
  - 作曲はフランク・ワイルドホーン、作詞はドン・ブラック、潤色・演出は大野拓史。
  - クライド役を彩風咲奈、ボニー役を夢白あやが務めた。
- 『THE MUSICAL BONNIE&CLYDE』[64]
  - 2012年の日本公演からブラッシュアップされた新演出版として2025年にシアタークリエで上演。
  - 作曲はフランク・ワイルドホーン、作詞はドン・ブラック、上演台本・演出は瀬戸山美咲。
  - クライド役を柿澤勇人と矢崎広、ボニー役を桜井玲香と海乃美月がそれぞれWキャストで務める。

### 音楽：洋楽
- ジョージィ・フェイムのシングル「ボニーとクライドのバラード The Ballad of Bonnie and Clyde」(1967年)- 映画「俺たちに明日はない」をモチーフに作られた全英1位ヒット曲。
- セルジュ・ゲンスブールとブリジット・バルドーのデュエット曲「Bonnie and Clyde」(1968年) - 2人について歌われている。ゲンスブールとバルドーは、同名のアルバムも発表した。
- マール・ハガード&ストレンジャーズ「レジェンド・オブ・ボニー・アンド・クライド」[65](1968)。マール・ハガードはカントリー歌手。
- メル・トーメ「ア・デイ・イン・ザ・ライフ・オブ・ボニー・アンド・クライド」（1968)
- スティーヴ・ミラー・バンド「テイク・ザ・マネー・アンド・ラン」（1976） - 歌詞に登場するビリー・ジョーとボビー・スーは2人をモデルにしている[66]。
- Yo-Yo feat.　アイス・キューブ「The Bonnie and Clyde Theme」(1993年)、「Bonnie and Clyde II」(1996年)
- Die Totten Hosen 「Bonnie and Clyde」(1996年)。ドイツのパンク・バンド
- 宇多田ヒカルのアルバム「First Love」（1999年）に収録されている「B&C」曲名もだが、歌詞にもBonnie&Clydeと名前が出てくる。
- ビヨンセ feat. Jay-Z  - 「'03 Bonnie & Clyde」(2002年) で、曲もそうだが、PVも2人の逃亡劇を描いている。
- DJ Khaled「I’m the One」 ft. ジャスティン・ビーバー, Quavo, Chance the Rapper, Lil Wayneの歌詞で２人の名前が出てくる
- アヴィーチーの楽曲「Without You」(2017年)の歌詞にBonnie and Clydeが出てくる
- Luna (1990s American band)のアルバム『Penthouse』に収録されているBonnie and Clydeの歌詞に頻繁に登場する。
- テイラー・スウィフト : Taylor Swiftの曲「Getaway Car」(2017)の歌詞にBonnie and Clydeが登場する。
- BLACKPINKの1stシングル『AS IF IT'S YOUR LAST』に収録曲『AS IF IT'S YOUR LAST(마지막처럼)』の歌詞にBonnie and Clydeが登場する。
- Max Pezzali (イタリアの歌手) の Come Bonnie e Clyde という曲などに登場する。
- MONSTA Xの7枚目となるミニ・アルバム『'FOLLOW':FIND YOU』（2019年）に収録されている「Monsta Truck」に「僕たちはボニー＆クラウド」という歌詞が登場する。
- (G)I-DLEの中国人メンバーウギのデジタルソロアルバムA pageの2曲目の収録曲の題名が｢Bonnie & Clyde｣である。
- GFRIENDのメンバーユジュとラッパーISHXRKが参加したSBSテレビドラマアリス (テレビドラマ)のOSTである'Secret(Feat. ISHXRK)'の歌詞に"Bonnie and Clyde"が登場する。
- Machine Gun Kellyの曲「make up sex｣（2022）の歌詞にBonnie and Clydeが登場する。
- BTOBの12枚目となるミニ・アルバム「WIND AND WISH」（2023）に収録されている「Moon Ride」に「Let's ride like Bonnie and Clyde」という歌詞が登場する。
- LE SSERAFIMの「HOT」(2025)の歌詞にBonnie and Clydeが登場する。
- MARKの「Watching TV」(2025)の歌詞にBonnie Clydeが登場する。

### 音楽：邦楽
- シーナ&ザ・ロケッツのアルバム『SHEENA & THE ROKKETS #1 』（1979年）の収録曲「ボニーとクライドのバラード」
- 大滝裕子のシングル「A BOY」（1979年）の歌詞に"ボニーandクライド"を複数回使用している。
- THE ALFEEのシングル「別れの律動(リズム)」（1982年）の歌詞に「明日はない ボニー＆クライドのように追いつめられ 愛がこわれる」とある。
- BOØWYのROUGE OF GRAY（1986年） - 歌詞に"ボニー"、"クライド"の名前が頻出する。
- TM NETWORKのシングル「Self Control (方舟に曳かれて)」（1987年） - 歌詞に「走り抜けたボニー&クライド」とある。
- 真島昌利の曲「こんなもんじゃない」（1992年） - 歌詞に「今夜ボニーとクライドが僕の部屋へやってくる」とある。
- UP-BEATの曲「ボニー&クライド気取って」（1993年） - 2人の名前がタイトルと歌詞に使われており、歌詞にも、この実在した2人に纏わるエピソードが散りばめられている。
- CASCADEの曲「なりきりボニー&クライド」（1996年） - 同バンドのデビューシングルである。
- 宇多田ヒカルのシングルc/wである「B&C」（1999年）はボニー&クライドの意であり、歌詞にも登場する。
- TAKUIのアルバム「CHUNKY GOD POP」収録曲「STAY TOGETHER」（2002年） - 歌詞に「過ちがあるとして二人は「ボニー＆クライド」」とある。
- KinKi Kidsの曲「Bonnie Butterfly」（2003年） - 歌詞に「7Days,Week BonnieとClydeのように逃げて堕ちていきたいGuy」とある。
- THE PREDATORSのアルバム「Hunting!!!!」（2005年）の収録曲「爆音ドロップ」- 歌詞に「クライドを誘ってるボニー同然」とある。
- MERRYのシングル「閉ざされた楽園」（2008年） - 歌詞が2人をモチーフにして書かれており、2人の名前も出てくる。
- 毛皮のマリーズの曲「ボニーとクライドは今夜も夢中」（2010年）
- 斉藤和義のアルバム「ARE YOU READY?」(2010年)の収録曲「Don’t cry baby」の歌詞に「ボニー&クライド」とある。
- Galileo Galileiの曲「ボニーとクライド」（2015年）
- REOLのアルバムΣ (REOLのアルバム)（2016年）に収録されている「ちるちる」に「ボニークライドばりの危険過ぎる罠」という歌詞が登場する。
- 筋肉少女帯のシングル「混ぜるな危険」（2015年）‐ 歌詞の中で「出会うべきではなかった二人」の例として、シド・ヴィシャス＆ナンシー・スパンゲンと共に登場。
- THE RAMPAGE from EXILE TRIBEの曲「Can't Say Goodbye」（2017年） - 歌詞に「We were like Bonnie & Clyde」とある。
- THA BLUE HARBのアルバムTHA BLUE HARB(2019年)に収録されているHIGHER ON THE STONEに「憧れていたりもする　ボニーとクライド」という歌詞がある。
- 女王蜂のアルバムBL(2020年)に収録されている「BL」に「二人まるでボニークライド　蜂の巣にしちゃうぞ」という歌詞が登場する。
- (G)I-DLEのメンバーYuqiの曲「Bonnie and Clyde」（2020年） - 歌詞に「we're like the modern version bonnie and clyde」とある。
- kZmのアルバムDISTORTION(2020年)の収録曲「TEENAGE VIBE(feat.Tohji)」のTohjiverseに“俺らクライドボニーと”とある。
- WEST.のアルバムrainboW(2021年)通常盤に収録されている「Shadows」に「不確かな世界から 逃げ出したBonnie & Clyde みたいに 出逢ったんだ」という歌詞が登場する。
- ELLEGARDENのアルバム「The End of Yesterday」（2022年）の収録曲に「Bonnie and Clyde」がある。
- PEOPLE 1のアルバム「星巡り、君に金星」（2023年）の収録曲「ドキドキする」-歌詞に「ボニーになって　クライドになったって」とある。
- 佐藤龍一のアルバム「LEGACY OF LOVE」（2017年）の収録曲「天使が空から降ってきた」に「俺たちは若く 無敵で向こう見ずで ボニーとクライドのように」という歌詞が登場する。

### 漫画
- 『俺と悪魔のブルーズ』に、ボニーとクライドが登場。クライドはボニーと強盗を始める前に主人公RJと出会い行動を共にするが、フィクションである。
- 『ゴールデンカムイ』には、ボニーとクライドより前に北海道に実在した犯罪者カップルをモデルにしたキャラ達が登場している。
- 『まんがグリム童話』の単行本『猟奇殺人鬼たちの告白』作：小野双葉に『ボニー＆クライド』が収録されている。
- 『ザ・ワールド・イズ・マイン』に、凶悪犯である2人の主人公が警察署に立て篭もる際、ボニーとクライドに例えてジョークを言うコマがある。
- 『魔女大戦32人の異才の魔女は殺し合う』